# 王淑君
王淑君（英文：Aenie Wong，1984年8月2日—），马来西亚华人，出生于马来西亚，是马来西亚知名演员。

## 簡歷
王淑君，在马来西亚出生并成长。除电视外她也有参与电影演出，尤以电影夺命游戏最为人熟悉。2014年更凭《夺命游戏》入围金视奖最佳女主角。

## 演出作品

### 電視劇（马来西亚）
| 首播   | 剧名          | 角色       |                                                                              |                |
| 2007年 | 美丽的气味    | 王丽娇     | 姚懿珊、蔡佩璇、郑各评、潘玲玲                                               | 女配角         |
| 2008年 | 情牵南苑      | 陈梅       | 吴天瑜、戴倩云                                                               | 三大女主角之一 |
| 2008年 | 独家追击      | 何芷衫     | 罗忆诗、李承运、王峻                                                         | 两大女主角之一 |
| 2009年 | 女头家        | 林曦       | 杨雁雁、甘家旗、庄伟翔、萧佩莹、陈诗莹                                       | 两大女主角之一 |
| 2009年 | 稽查专用      | 宋惠怡     | 林宇中、童冰玉、何志健、陈锋                                                 | 单元女主角     |
| 2010年 | 情牵南洋      | 郑佩琪     | 吴天瑜、李铭中、吴维彬、蔡河立                                               | 三大女主角之一 |
| 2010年 | 诡雾山城      | 许淑美     | 爵西、吴维彬                                                                 | 两大女主角之一 |
| 2011年 | 稽查专用2     | 王晶晶     | 林宇中、童冰玉、许亮宇、何志健、陈锋                                         | 单元女主角     |
| 2011年 | 黑色夕阳      | 林可欣     | 巫恩仪、章缜翔、王冠逸、吴维彬、李美玲                                       | 三大女主角之一 |
| 2012年 | 寂寞同盟      | 周茹芬     | 蔡佩璇、叶良财、李洺中、綽琦、庄仲維                                         | 四大女主角之一 |
| 2013年 | 无间行者      | Ada姐      | 陈凯旋、张顺源、张惠虹、庄惟翔、刘铨盛                                       | 第一女主角     |
| 2013年 | 说谎者        | 沈柔       | 秦雯彬、张惠虹、吴维彬、张永华、陈子颖、萧文亨、梁书造、高艺、梁祖仪、陈沛江 | 三大女主角之一 |
| 2014年 | 特别行动-底线 | 拿督秦意湘 | 叶良财、张耀栋、温绍平、叶俊岑、陈美君                                       | 第一女主角     |
| 2015年 | 我要放假      | 蕭雁翎     | 秦雯彬、童欣、劉銓盛、吳維彬、莊惟翔                                         | 三大女主角之一 |
| 2015年 | 幸福专卖店    | Yoyo       | 张惠虹、吳俐璇、辛偉廉、莊可比、杜尉纶                                       | 单元女主角     |
| 2016年 | 重案狙击II    | 赵子倩     | 吴俐璇、黄启铭、曾文偉、陳俐杏、李承运、张咏华                               | 两大女主角之一 |
| 2016年 | 爱要怎么说    |            | 曹國輝、方展發、童冰玉、蔡琦慧、包勳評、胡佳琪、張耀棟、童 欣                | 女配角         |

### 电影
| 首播   | 剧名       | 角色   |                                                                                |
| 2011年 | 媒人帮     | 吴梦华 | 辛偉廉、陈凯旋、林靜苗、李洺中、楊雁雁、蔡河立、谢佳见                         |
| 2012年 | 哈比全家福 | 二姐   | 辛伟廉、陈凯旋、林静苗、李洺中、杨雁雁、蔡河立                                 |
| 2012年 | 夺命游戏   | 王佩佩 | 陳凱旋、陈微欣、朱健美、蔡河立                                                 |
| 2012年 | 金童玉女   |        |                                                                                |
| 2013年 | 聚宝盆     | 柯老二 | 王冠逸、陈凯旋、林静苗、李洺中、吴天瑜                                         |
| 2014年 | 忆起回家   | 沈碧华 | 王冠逸、陈凯旋、蔡珂立、李洺中、吴天瑜、王爱玲、张惠虹、庄仲维、梁雅高、秦雯彬 |
| 2014年 | 爱•疯狂    | 九只猫 | 罗亿诗、陈立谦、李元玲、高艺、庄惟翔、黄竞辉、刘凯彦                           |

## 獎项

### 演技獎項
| 年份 | 頒獎典禮     | 獎項       | 影視作品     | 角色   | 結果 |
| ---- | ------------ | ---------- | ------------ | ------ | ---- |
| 2010 | 第1屆 金視獎 | 最佳女主角 | 《女头家》   | 林曦   | 提名 |
| 2012 | 第2屆 金視獎 | 最佳女主角 | 《稽查專用》 | 宋慧怡 | 提名 |
| 2014 | 第3屆 金視獎 | 最佳女主角 | 《夺命游戏》 | 王佩佩 | 提名 |

### 其他獎項
| 年份   | 活動                 | 獎項               |
| 2014年 | 第三屆金視獎頒獎典禮 | 五大最受歡迎女艺人 |